# همريوس (أميرال بيزنطي)
هِمِرْيُوس (باليونانية: Ὶμέριος)‏، كان إداريًا بيزنطيًا وأميرالًا في أوائل القرن العاشر الميلادي، وكان معروفًا بأنه قائد البحرية البيزنطية أثناء الصراع مع القوات البحرية الإسلامية الصاعدة في الفترة (900 – 912 م).

## حياته
لا يُعرف أي شيء عن حياة همريوس المبكرة. كان متزوجًا من أخت زوي كربوسينا، عشيقة وزوجة الإمبراطور ليو السادس الحكيم، وكانت حياته المهنية نتيجة مباشرة لهذه العلاقة.
في البداية كان همريوس سكرتيرًا للإمبراطور البيزنطي، ثم تولى قيادة الأسطول البيزنطي عام 904 م. كان أسطول المسلمين بقيادة رشيق الوردامي يتجه نحو القسطنطينية، وقد فشل البيزنطيون في صد الأسطول البحري بقيادة أستاثيوس أرغيروس. تم استبدال أستاثيوس بهمريوس الذي لم يكن مضطرًا للقتال، حيث انسحب العرب من تلقاء أنفسهم. التقى الأسطولان ببعضهما البعض في ثاسوس، لكن البيزنطيين اختاروا عدم خوض معركة. ونتيجةً لذلك، تمكّن العرب من محاصرة صلونيك ثاني أكبر مدينة في الإمبراطورية البيزنطية، والإبحار إلى ديارهم دون معارضة.
وفي 6 أكتوبر عام 906 م، تمكّن همريوس من تحقيق انتصاره الأول على العرب، ومن المحتمل أنه حصل في ذلك الوقت على منصب رفيع في الدولة وهو منصب وزير الخارجية. وتبع ذلك انتصار آخر في عام 909 م، وفي العام التالي قاد حملة على الساحل السوري، فنهب اللاذقية، وأسر العديد من السجناء مع خسائر ضئيلة. وفي الوقت نفسه، نزل همريوس بجيشه أيضًا على قبرص، التي كانت لعدة قرون منزوعة السلاح باعتبارها منطقة حدودية بين الروم والمسلمين. كان غزو الجزيرة مؤقتًا عام 911 م، فاستعاد دميانه الطرسوسي قبرص. وفي نهاية المطاف، تم استعادة الوضع السابق.
وفي نفس العام (في خريف عام 911 م)، بدأ همريوس في محاولة جديدة لاستعادة إقريطش. قاد أسطول 177 من الدرمونة مع 43,000 من جنود الروم، وحاصر عاصمة إمارة إقريطش ربض الخندق. استمر الحصار لمدة ستة أشهر، لكن أثناء الحصار وصلت أخبار من القسطنطينية بأن الإمبراطور قد مرض، ونتيجةً لذلك، ترك همريوس الحصار واتجه نحو العاصمة. ومع ذلك، عندما كان أسطول همريوس بقرب بمدينة خيوس، وقعوا في كمين العرب بقيادة رشيق الوردامي ودميانه الطرسوسي وذلك كان في شهر أبريل من سنة 912 م. تم تدمير الأسطول البيزنطي، ولم ينجُ أحد منهم إلّا همريوس. وبعد هذه الهزيمة وموت الإمبراطور ليو، تم عزله من قبل الإمبراطور إسكندر، ونفاه إلى دير كَمبه، حيث توفي هناك بعد ستة أشهر.

### فهرس المراجع
منشورات
إنجليزية
1. ↑  Tougher 1997، صفحات 153, 186.
2. ↑  Tougher 1997، صفحة 187.
3. 1 2  Tougher 1997، صفحة 191.
4. 1 2 3  Kazhdan 1991، صفحة 933.
5. 1 2  Tougher 1997، صفحة 192.
6. ↑  Tougher 1997، صفحة 231.

### بيانات المراجع (مُرتَّبة حسب تاريخ النشر)
- Kazhdan، Alexander Petrovich، المحرر (1991). قاموس أكسفورد لبيزنطة. New York, New York and Oxford, United Kingdom: Oxford University Press. ISBN:978-0-19-504652-6.
- Tougher، Shaun (1997). The Reign of Leo VI (886-912): Politics and People. Leiden; New York; Köln: Brill. ISBN:9004108114. مؤرشف من الأصل في 2024-01-04.